# 覃巴镇
覃巴镇是中华人民共和国广东省湛江市吴川市下辖的一个乡镇级行政单位。

## 行政区划
覃巴镇下辖以下地区：
龙田村、高岭村、马路村、新村、那梧村、对面坡村、覃巴村、环镇村、覃华村、竹山村、那碌村、沙田村、吉兆村、六鳌村和上榕村。